# Zhang Rongliang
Zhang Rongliang (chiń. 张荣亮; ur. 15 lipca 1950) – chiński działacz protestancki związany z siecią kościołów domowych, przywódca wspólnoty religijnej w Fangcheng (prowincja Henan). Pastor nieuznawanego przez władze ruchu religijnego „Chiny dla Chrystusa”.

## Życiorys
Urodził się w chłopskiej rodzinie, jego ojciec zmarł podczas głodu w okresie wielkiego skoku naprzód. Pod wpływem dziadka, będącego chrześcijaninem, nawrócił się i w 1969 roku przyjął potajemny chrzest. W 1971 roku wstąpił do Komunistycznej Partii Chin, prowadząc jednocześnie działalność w kościele podziemnym, czym ściągnął na siebie uwagę władz. W 1974 roku, po odmowie wyrzeczenia się wiary, został za szerzenie kontrrewolucyjnej propagandy wyrzucony z partii i skazany na 7 lat reedukacji przez pracę. Zwolniony na początku 1980 roku.
W latach 80. i 90. prowadził działalność misjonarską, wielokrotnie spotykając się z szykanami ze strony władz. W lutym 1994 roku został aresztowany i poddany przesłuchaniom pod zarzutem zakłócania porządku społecznego. W listopadzie 1999 roku skazano go pod tym samym zarzutem na 3 lata reedukacji przez pracę, został jednak amnestionowany ze względu na stan zdrowia w lutym 2000 roku.
Zhang brał udział w międzynarodowych sympozjach w USA, Australii, Singapurze i Egipcie, co stało się podstawą do aresztowania go w grudniu 2004 roku i oskarżenia o nielegalne przekroczenie granicy. Zgodnie z treścią zarzutów, w latach 2000-2004 miał trzykrotnie podróżować za granicę, posługując się fałszywymi paszportami na nazwiska Gao Xiancheng, Sun Rongming oraz Li De’en. 4 lipca 2005 roku skazany na 7 i pół roku pozbawienia wolności. O uwolnienie Zhang Ronglianga oraz innych chińskich działaczy religijnych apelował Parlament Europejski. W sierpniu 2011 roku został przedterminowo zwolniony z więzienia.